# Katamalli, Parasgad
Katamalli là một làng thuộc tehsil Parasgad, huyện Belgaum, bang Karnataka, Ấn Độ.